# آسمان سنگی
آسمان سنگی یک رمان خیال‌پردازی علمی اثر ان. کی. جمیسین است. این کتاب در سال ۲۰۱۸ برنده جایزه نبولا ، جایزه لکوس ، جایزه هوگو و جایزه ادبی هوگو برای بهترین رمان شد و سومین جلد از مجموعه رمان زمین متلاشی می‌شود بعد از فصل پنجم و دروازه اوبلیسک است.